# Carl Christensen (botaniker)
 Der er flere personer med dette navn, se Carl Christensen.
Carl Frederik Albert Christensen (16. januar 1872 på Kallehaugegård i Døllefjelde – 24. november 1942 i København) var en dansk botaniker, lærer i København og museumsinspektør ved Botanisk Museum 1920–1933. Han var elev af Eugen Warming. Han var specialist i bregnernes systematik og udgav et katalog over verdens bregnearter, Index Filicum. Desuden forfattede han et trebindsværk om botanikkens historie i Danmark.
Han er begravet på Sundby Kirkegård.
Standard auktorbetegnelse for arter beskrevet af Carl Christensen: C.Chr.
Udvalgte værker
- Christensen, Carl (1905–06) Index Filicum. 744 s. Index Filicum Supplementum I-III (1913–17). Begge dele blev genoptryk 1973 af Koeltz Antiquariat.

- Christensen, Carl (1918) Naturforskeren Pehr Forsskål, hans rejse til Ægypten og Arabien 1761-63 og hans botaniske arbejder og samlinger med 40 hidtil utrykte breve og dokumenter og et portræt. 172 s.

- Christensen, Carl (1924-1926) Den danske botaniks historie med tilhørende Bibliografi. København, H. Hagerups Forlag. Tre bind. 680 s.

Referencer
Pichi-Sermolli , R. (1946) Carl Christensen in memoriam (1872-1942). Nuovo Giornale Botanico Italiano, n.s., bd. 53, no. 1-2. 